# ルー・ソロフ
ルー・ソロフ（Lew Soloff、1944年2月20日– 2015年3月8日）は、アメリカのジャズ・トランペット奏者、作曲家、俳優。

## 経歴
ニューヨーク市にあるイーストマン音楽学校、ジュリアード音楽院でトランペットを学ぶ。彼は1968年から1973年までブラッド・スウェット・アンド・ティアーズと一緒に活動した。また、マチート、トニー・スコット、メイナード・ファーガソン、ティト・プエンテらとも共演していた。
1980年代には、ミューズ・レコードのために録音したジャズ・アンサンブルであるメンバーズ・オンリーの一員を務めた。
1983年から始まった、ギル・エヴァンス・マンデイ・ナイト・オーケストラのレギュラー・メンバーおよびサブリーダーを務め、バンドリーダーとしての自身の能力を磨いた。彼のデビュー・アルバムのレコーディングは、ギルによってサポートされていた。2010年録音のアルバム『スケッチ・オブ・スペイン - マイルス・デイビス/ギル・エバンスに捧ぐ』は、クラシックとなっている1959年から1960年にかけてのマイルス・デイヴィスとギル・エヴァンスのコラボレーションへのトリビュートであるが、エヴァンスがアレンジしたジョージ・ガーシュウィンの『ポーギーとベス』を再構築してみせた。また、マンハッタン・ジャズ・クインテットとミンガス・ビッグ・バンドにも参加し、長年にわたるメンバーを務めている。
ソロフは、リンカーン・センター・ジャズ・オーケストラ（ウィントン・マルサリス監督）やマジック・シティ・ジャズ・オーケストラ（レイ・リーチ監督）など、世界中のジャズ・オーケストラへ頻繁にゲスト参加した。
彼は、要求の厳しいリード・トランペット・パートを演奏しながら即興ソロを演奏し、バロック、クラシック、そしてその後のオーケストラや室内楽のスタイルを演奏することができる数少ないトランペット奏者の1人であり、コマーシャルやサウンドトラックにおいて需要の高いセッション・プレーヤーとなっていた。
ソロフは、ニューヨーク市で2015年に亡くなった。死因は心臓発作とみられている。

## ディスコグラフィ

### リーダー・アルバム
- 『ハナレイ・ベイ』 - Hanalei Bay (1985年、Electric Bird)
- 『イエスタデイズ』 - Yesterdays (1986年、King)
- 『バット・ビューティフル』 - But Beautiful (1987年、Bellaphon)
- 『マイ・ロマンス』 - My Romance (1988年、Paddle Wheel)
- 『リトル・ウィング』 - Little Wing (1991年、Sweet Basil)
- 『トランペット伝説』 - Trumpet Legacy (1997年、Key'stone) ※with ニコラス・ペイトン、トム・ハレル、エディ・ヘンダーソン
- 『ウィズ・ア・ソング・イン・マイ・ハート』 - With A Song In My Heart (1998年、Milestone)
- 『レインボー・マウンテン』 - Rainbow Mountain (1999年、Enja)
- 『スケッチ・オブ・スペイン - マイルス・デイビス/ギル・エバンスに捧ぐ』 - Miles Davis/Gil Evans Sketches of Spain (2010年、Birds) ※with スティーヴ・リッチマン指揮、ハーモニー・アンサンブル・ニューヨーク
- The Paradox Of Completion (2015年、Anami Music) ※with ティシージ・ムニョス、ポール・シェイファー